# Spinosj Gag Band
De Spinosj Gag Band was een muziekgroep afkomstig uit Leuven. De groep werd in 1980 opgericht door Jef Van Ingh en Gust Dewit in 1980 en bevatte (oorspronkelijk) 7 leden. De groep zingt uitsluitend in het Leives (Leuvens).

## Begin
De groep begon klein en trad op op huwelijksfeesten, dorpsevenementen en andere. Later groeide de groep uit tot dé muziekgroep van Leuven, die streed voor het Leuvense dialect.

### Liederen
Gust Dewit schreef al zijn teksten op bestaande melodieën en in het Leuvens. Meestal gaan de liederen ook over Leuven zelf. Een bekend nummer is: Den Bergemister Over de veranderingen die de stad Leuven heeft ondergaan onder burgemeester Louis Tobback, zoals de vernieuwde Bondgenotenlaan, het Martelarenplein en de restauratie van de Sint-Pieterskerk.

### Behoud van het dialect
In februari 2004 bundelde vzw Muziekmozaïek een cd van diverse liederen van dialectgroepen uit Vlaams-Brabant: Zoegezeid, zoegezoengen (Zo gezegd, zo gezongen).

## Afscheid
Op 9 augustus 2005 stopte de groep, die toen nog maar 3 van de originele groepleden telt. De groep sloot af met een laatste optreden op de Grote Markt ter gelegenheid van de Meyboomplanting.

## Trivia
De groep werd vaak vergeleken met The Strangers en kreeg daarom de bijnaam de Leuvense Strangers.